# クロード＝ガスパール・バシェ・ド・メジリアク
クロード＝ガスパール・バシェ・ド・メジリアク（仏: Claude-Gaspard Bachet de Méziriac、1581年10月9日 - 1638年2月26日
）は、フランスの数学者、詩人。バシェによるディオファントスの『算術』のラテン語訳書は、後にピエール・ド・フェルマーがフェルマーの最終定理について注釈を残した書籍である。
魔方陣の構成法やベズーの等式の一証明を発見した。

## 経歴

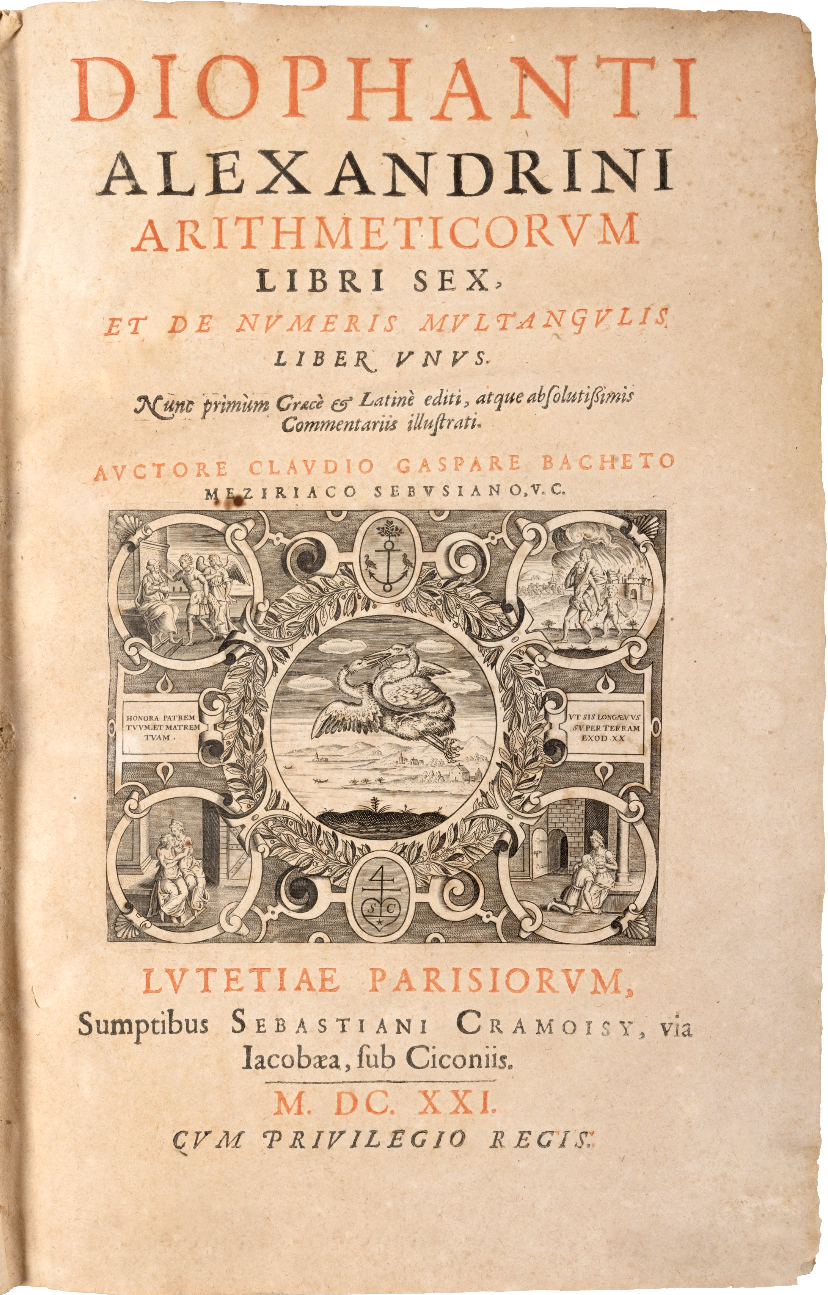
ディオファントスの『算術』（Arithmetica）のバシェによるラテン語訳の1621年版の表紙。

1581年、ブール＝カン＝ブレスに生まれた。6歳になるまでに、父ジャン・バシェ（Jean Bachet）と母マリ・ド・シャヴァンヌ（Marie de Chavanes）の両方を失い、イエズス会に引き取られた。1601年の間イエズス会に所属していたが、病気により退会した。
ブール＝カン＝ブレスで自適な生活を送った。1620年にフィリベルト・ド・シャブー（Philiberte de Chabeu）と結婚し7人の子を儲けた。
バシェはランスのイエズス会学校で、数学者ジャック・ド・ビリに師事した。バシェとビリは深い友情で結ばれていた。
バシェの著作 Problèmes plaisans et délectables qui se font par les nombres は、1612年に初版、1624年に第二版（増補版）が出版された。 この作品には算術に関する技法や問題についての記述が含まれ、ウォルター・ウィリアム・ラウス・ボールの Mathematical Recreations and Essays に何度も引用されている。
他に著名な作品として挙げられる Les éléments arithmétiques は写本として現存している。
1621年、ギリシア語で書かれたディオファントスの『算術』のラテン語訳を発表した。フェルマーはこの書籍の写本の余白に、自身がフェルマーの最終定理の証明を知っていることを書き記した。παρισὀτης の訳語 adaequalitat は、フェルマーによって開発された Adequality の語源となった。
数論におけるバシェの功績に、魔方陣の構成法の発見がある。Problèmes plaisants（1624）の命題XVIIIでは、ベズーの142年前に、ベズーの等式を証明している。
1635年、アカデミー・フランセーズ会員に選出された（座席番号13）。
バシェはフランス語、ラテン語、ギリシア語の他、イタリア語やスペイン語の教養を持っていた。イタリア滞在中にはクロード・ファヴル・ド・ヴォージュラとともにイタリア語で詩を楽しむこともあった。